# Lleida Club de Futbol
Maillots
Le Lleida Club de Futbol est un club de football espagnol basé à Lérida en Catalogne. Fondé en 2011, il succède à l'UE Lleida. De ses débuts jusqu'en 2021, le club évoluait en Segunda División B. Depuis la saison 2021-2022, le club évolue en Segunda División RFEF.

## Histoire
Le club est fondé le 12 juillet 2011 à la suite de la disparition de l'UE Lleida, club historique de la ville qui avait disparu en raison de graves problèmes financiers (dette de 27,2 millions d'€).
L'UE Lleida est mise aux enchères et acquise par un entrepreneur de Lérida, Sisco Pujol, qui créé le nouveau Lleida Esportiu, qui commence à concourir en Segunda División B ; le club participe également à la Coupe d'Espagne 2011-2012, à la place de l'Unió Esportiva.
Lleida Esportiu joue son premier match amical le 6 août 2011, contre le CF Pobla de Mafumet (es) (2-0). Le 21, l'équipe joue son premier match officiel, s'inclinant 1-3 contre le CF Reus Deportiu.
En avril 2024, le club annonce un changement de nom en Lleida Club de Futbol car le précèdent est contesté par une tierce personne. Bien que, pour la saison 2024-2025, le club garde le nom "Club Lleida Esportiu" auprès de la RFEF.

## Saison par saison
| Saison    | Niveau | Division              | Place | Copa del Rey   |
| --------- | ------ | --------------------- | ----- | -------------- |
| 2011-2012 | 3      | Segunda División B    | 7e    | 1er tour       |
| 2012-2013 | 3      | Segunda División B    | 4e    | 2e tour        |
| 2013-2014 | 3      | Segunda División B    | 3e    | 1/16 de finale |
| 2014-2015 | 3      | Segunda División B    | 5e    | 3e tour        |
| 2015-2016 | 3      | Segunda División B    | 4e    | 3e tour        |
| 2016-2017 | 3      | Segunda División B    | 8e    | 2e tour        |
| 2017-2018 | 3      | Segunda División B    | 7e    | 1/8 de finale  |
| 2018-2019 | 3      | Segunda División B    | 6e    | 3e tour        |
| 2019-2020 | 3      | Segunda División B    | 5e    | 1er tour       |
| 2020-2021 | 3      | Segunda División B    | 10e   | 1er tour       |
| 2021-2022 | 4      | Segunda División RFEF | 5e    |                |
| 2022-2023 | 4      | Segunda Federación    | 9e    | 1er tour       |
| 2023-2024 | 4      | Segunda Federación    | 5e    |                |
| 2024-2025 | 4      | Segunda Federación    | 13e   | 1er tour       |
| 2025-2026 | 4      | Segunda Federación    |       |                |

- 10 saisons en Segunda División B (D3)
- 5 saisons en Segunda Federación[note 1] (D4)

### Liste détaillée des saisons
| Saison    | Ligue  | Ligue                 | Ligue | Ligue | Ligue | Ligue | Ligue | Ligue | Ligue | Ligue | Ligue | Ligue | Coupe | Autres coupes  | Autres coupes | Meilleur buteur  | Meilleur buteur |
| Saison    | Niveau | Division              | Gpe   | Pos   | Pts   | J     | G     | N     | P     | Bp    | Bc    | Diff  | Coupe | Autres coupes  | Autres coupes | Nom(s)           | But inscrit     |
| --------- | ------ | --------------------- | ----- | ----- | ----- | ----- | ----- | ----- | ----- | ----- | ----- | ----- | ----- | -------------- | ------------- | ---------------- | --------------- |
| 2011-2012 | 3      | Segunda División B    | 3     | 7e    | 59    | 38    | 16    | 11    | 11    | 50    | 40    | +10   | 1T    | Copa RFEF      | 1/16          | Asier Eizaguirre | 10              |
| 2012-2013 | 3      | Segunda División B    | 2     | 4e    | 66    | 38    | 17    | 15    | 6     | 56    | 34    | +22   | 2T    | Copa Catalunya | 2.3T          | Jaime Mata       | 14              |
| 2012-2013 | 3      | Segunda División B    | BR    | BR    |       | 4     | 1     | 3     | 0     | 5     | 4     | +1    | 2T    | Copa Catalunya | 2.3T          | Jaime Mata       | 14              |
| 2013-2014 | 3      | Segunda División B    | 3     | 3e    | 68    | 38    | 19    | 11    | 8     | 52    | 35    | +17   | 1/16  | Copa Catalunya | 2.1T          | Jaime Mata       | 15              |
| 2013-2014 | 3      | Segunda División B    | BR    | BR    |       | 4     | 1     | 2     | 1     | 3     | 3     | 0     | 1/16  | Copa Catalunya | 2.1T          | Jaime Mata       | 15              |
| 2014-2015 | 3      | Segunda División B    | 3     | 5e    | 61    | 38    | 18    | 7     | 13    | 45    | 34    | +9    | 3T    | Copa Catalunya | 1T            | Salva Chamorro   | 14              |
| 2015-2016 | 3      | Segunda División B    | 3     | 4e    | 67    | 38    | 18    | 13    | 7     | 49    | 22    | +27   | 3T    | Copa Catalunya | 2T            | Manuel Onwu      | 10              |
| 2015-2016 | 3      | Segunda División B    | BR    | BR    |       | 6     | 4     | 1     | 1     | 7     | 2     | +5    | 3T    | Copa Catalunya | 2T            | Manuel Onwu      | 10              |
| 2016-2017 | 3      | Segunda División B    | 3     | 8e    | 56    | 38    | 15    | 11    | 12    | 41    | 41    | 0     | 2T    | Copa Catalunya | 3T            | Javi Casares     | 8               |
| 2017-2018 | 3      | Segunda División B    | 3     | 7e    | 55    | 38    | 14    | 13    | 11    | 37    | 33    | +4    | 1/8   | Copa Catalunya | 1T            | Jorge Félix      | 10              |
| 2018-2019 | 3      | Segunda División B    | 3     | 6e    | 56    | 38    | 15    | 11    | 12    | 46    | 39    | +7    | 3T    | Copa Catalunya | 3T            | Pedro Martín     | 16              |
| 2019-2020 | 3      | Segunda División B    | 3     | 5e    | 46    | 28    | 12    | 10    | 6     | 34    | 22    | +12   | 1T    | Copa Catalunya | 2T            | Xemi Fernández   | 8               |
| 2020-2021 | 3      | Segunda División B    | 3     | 10e   | 35    | 26    | 10    | 5     | 11    | 28    | 28    | 0     | 1T    | —              | —             | Raúl González    | 9               |
| 2021-2022 | 4      | Segunda División RFEF | 3     | 5e    | 50    | 34    | 15    | 7     | 12    | 38    | 39    | -1    | —     | Copa RFEF      | 1/4           | Joel Febas       | 10              |
| 2021-2022 | 4      | Segunda División RFEF | BR    | BR    |       | 1     | 0     | 1     | 0     | 0     | 0     | 0     | —     | Copa RFEF      | 1/4           | Joel Febas       | 10              |
| 2022-2023 | 4      | Segunda Federación    | 3     | 9e    | 47    | 34    | 12    | 11    | 11    | 31    | 25    | +6    | 1T    | Copa Catalunya | 1T            | Chuli            | 7               |
| 2023-2024 | 4      | Segunda Federación    | 3     | 5e    | 58    | 34    | 18    | 4     | 12    | 45    | 31    | +14   | —     | Copa RFEF      | 1T            | Chuli            | 11              |
| 2023-2024 | 4      | Segunda Federación    | BR    | BR    |       | 2     | 0     | 0     | 2     | 0     | 3     | -3    | —     | Copa RFEF      | 1T            | Chuli            | 11              |
| 2024-2025 | 4      | Segunda Federación    | 3     | 13e   | 45    | 34    | 9     | 18    | 7     | 38    | 30    | +8    | 1T    | Copa Catalunya | 7T            | Unai García      | 8               |

Notes : 
1. ↑  Tous les buts marqués lors de matchs de championnat, sans compter les barrages.
2. ↑  À cause de la pandémie de Covid-19, le championnat a été interrompu puis définitivement arrêté le 6 mai 2020.

## Entraîneurs
Statistiques mises à jour le 22 mai 2022.
| Nom               | Nationalité | Début            | Fin            | Résultats | Résultats | Résultats | Résultats | Résultats | Résultats | Résultats |
| Nom               | Nationalité | Début            | Fin            | M         | V         | N         | D         | Bp        | Bc        | V. %      |
| ----------------- | ----------- | ---------------- | -------------- | --------- | --------- | --------- | --------- | --------- | --------- | --------- |
| Emili Vicente     | Espagne     | 23 juin 2011     | 30 juin 2012   | 38        | 16        | 11        | 11        | 50        | 40        | 42,11     |
| Toni Seligrat     | Espagne     | 1er juillet 2012 | 30 juin 2014   | 76        | 36        | 26        | 14        | 108       | 69        | 47,37     |
| Imanol Idiakez    | Espagne     | 1er juillet 2014 | 30 juin 2016   | 76        | 36        | 20        | 20        | 93        | 56        | 47,37     |
| Gustavo Siviero   | Argentine   | 13 juillet 2016  | 18 mai 2017    | 38        | 15        | 11        | 12        | 41        | 41        | 39,47     |
| Gerard Albadalejo | Espagne     | 22 mai 2017      | 3 février 2019 | 61        | 24        | 21        | 16        | 70        | 59        | 39,34     |
| Juan Carlos Oliva | Espagne     | 5 février 2019   | 3 juin 2019    | 15        | 5         | 3         | 7         | 13        | 13        | 33,33     |
| Molo              | Espagne     | 5 juin 2019      | 24 mai 2021    | 54        | 22        | 15        | 17        | 63        | 50        | 40,74     |
| Gabri             | Espagne     | 1er juillet 2021 | 25 mai 2022    | 38        | 17        | 8         | 13        | 46        | 44        | 44,74     |
| Pere Martí        | Espagne     | 9 juin 2022      |                | 0         | 0         | 0         | 0         | 0         | 0         | 0,00      |

## Identité visuelle

2011-2024.
Depuis 2024.

## Joueurs notables
Remarque : cette liste comprend les joueurs évoluant dans des ligues supérieures entièrement professionnelles ou ayant des sélections internationales.
| - Tano Bonnín - Jean Marie Dongou - Jorge Félix - Cheng Hui - Jesús Imaz - Max Llovera - Jaime Mata | - Pere Milla - Jorge Miramón - Manuel Onwu - Bojan Radulović - Eugeni Valderrama - José Luis Valiente - Ivan Zotko |